# IC 4204
IC 4204 је спирална галаксија у сазвјежђу Ловачки пси која се налази на листи објеката дубоког неба у Индекс каталогу.
Деклинација објекта је + 39° 27' 39" а ректасцензија 13h 8m 21,6s. Привидна величина (магнитуда) објекта IC 4204 износи 14,6 а фотографска магнитуда 15,3. IC 4204 је још познат и под ознакама UGC 8224, FGC 1566, PGC 45534.